# برغوثاوية
البرغوثاوية أو قبيلة بيولوسيني (الاسم العلمي: Pulicini) هي قبيلة من الحشرات تتبع الفصيلة البراغيث من رتبة البرغوثيات.

## أجماس البرغوثاوية
- البرغوث
- الفاعية